# Konrad von Wallenrode

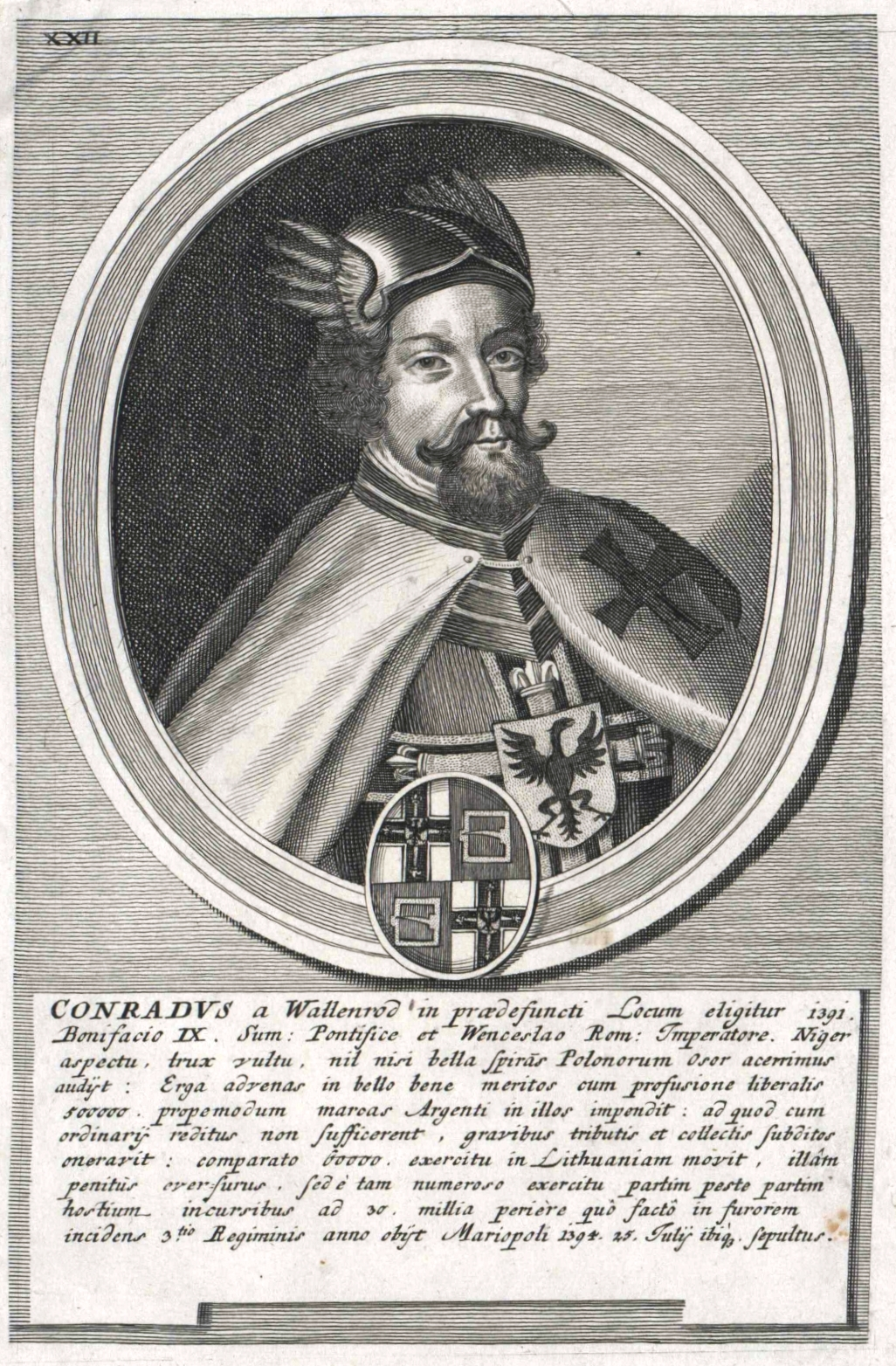
Konrad von Wallenrode

Konrad von Wallenrode (c. 1330 - 23 de julho de 1393) foi o 24º Grão-Mestre dos Cavaleiros Teutônicos, servindo de 1391 a 1393. Fontes modernas são amigáveis com Konrad, embora afirmem que ele era de sangue quente, orgulhoso e tinha tendências a ser cruel.
Konrad foi a inspiração para o poema de Adam Mickiewicz, Konrad Wallenrod.

## Vida e carreira

### Início da vida
Konrad veio de uma família com uma rica tradição cavalheiresca que tinha suas raízes na Francônia. Ele se juntou à Ordem Teutônica por volta de 1370. O Grão-Mestre Winrich von Kniprode nomeou-o Komtur de Schlochau (Człuchów) em 1377, mas sua verdadeira carreira não começou até que Conrad Zöllner von Rothenstein se tornou Grão-Mestre em 1382.
Após a morte de Kuno von Hattenstein, Konrad tornou-se Grande Marechal e Komtur de Königsberg. Ele foi encarregado principalmente de organizar cruzadas contra o Grão-Ducado da Lituânia e tornou-se bastante hábil nisso. Ele se tornou Komtur de Marienburg (Malbork) e Grosskomtur da Ordem Teutônica em 1387. Zöllner morreu em 1390, e parecia apenas uma questão de tempo até que Konrad se tornasse o próximo Grão-Mestre. No entanto, ele encontrou grande oposição de Walrabe von Scharffenberg, Komtur de Danzig (Gdańsk). Não foi até 20 de agosto de 1391, que Wallenrode se tornou grão-mestre, graças ao apoio de dois eleitores, Siegfried Walpot von Bassenheim e Rüdiger von Elner, os Komturs de Elbing (Elbląg) e Tuchel (Tuchola), respectivamente.

### Como Grão-Mestre

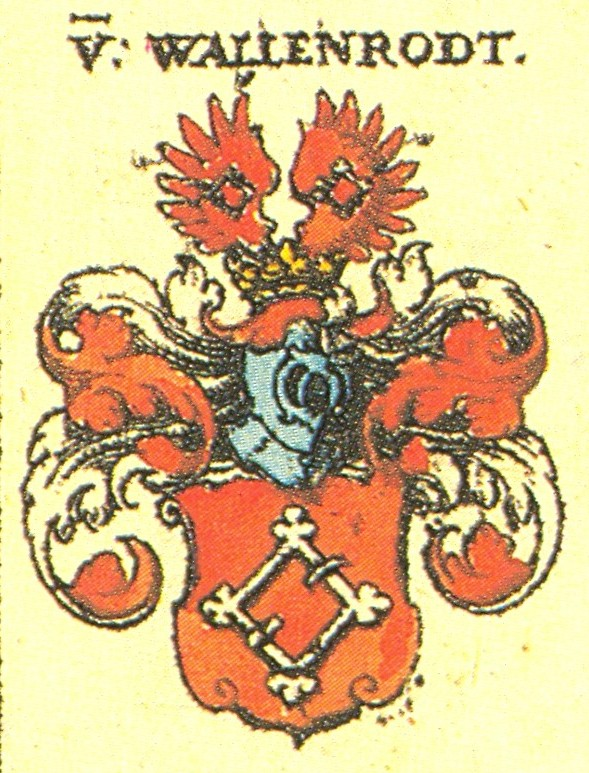
Brasão de armas da família de Wallenrode de Johann Siebmacher 1605

O governo de dois anos de Konrad foi repleto de campanhas contra a Lituânia. Ele era contra a União Polaco-Lituana, que tentou dissolver. Conrado iniciou uma campanha contra a Lituânia em 1392 e dividiu seu exército em três divisões. O primeiro, sob o comando de Arnold von Burgeln, Komtur de Balga, rumou para a Mazóvia. As outras duas divisões, sob o comando de Konrad e do grão-marechal Engelhard Rabe von Wildstein, dirigiram-se para Vilnius. Eles estavam perto de capturar Vilnius, que foi defendida por cavaleiros poloneses, mas recuaram como resultado de um escândalo causado pelo grão-mestre.
Von Wildstein foi um grande comandante e um estrategista com o respeito de seus soldados, mas foi dispensado de suas funções como grande marechal por Konrad. A razão não é completamente conhecida, mas acredita-se amplamente que o grão-mestre estava com ciúmes do sucesso de von Wildstein. No entanto, isso causou uma revolta entre a maioria dos cavaleiros que estavam por trás de von Wildstein. Apesar disso, Konrad não mudou sua decisão e a campanha foi abandonada. Isso ajudou von Wallenrode a limpar a dissidência na ordem, especialmente nas Komturships da Baixa Prússia de Balga, Brandemburgo e Ragnit, que estavam sob a supremacia do grão-marechal.
Em 1392, o duque Władysław Opolski ofereceu a Konrad uma partição da Polônia com o Sacro Império Romano-Germânico, os Cavaleiros Teutônicos, Brandemburgo, Hungria e os duques da Silésia participando dela, mas o grão-mestre rejeitou. No mesmo ano, ele iniciou outra ação militar contra a Lituânia com cruzados convidados, incluindo Henrique de Derby, o futuro rei Henrique IV da Inglaterra. Cavaleiros holandeses e franceses sob o comando de Konrad atacaram Gardinas, levando Vytautas a convocar uma conferência de paz em Thorn (Toruń). Dez dias após o início da conferência, no entanto, Konrad morreu em 23 de julho de 1393, provavelmente de apoplexia.
Durante seu reinado, ele liderou ações econômicas e de colonização ativas na Prússia. Ele estabeleceu vastas extensões de terra com colonos alemães e construiu dois castelos, Gotteswerder e Mittenburg. Em 1393, ele criou um novo governo na Renânia (Ryn); seu primeiro komtur foi seu irmão Friedrich von Wallenrode, um Komtur posterior de Mewe (Gniew), Estrasburgo (Brodnica) e o Grande Marechal de Königsberg que morreu na Batalha de Grunwald em 1410. Outro parente de Konrad foi Johann von Wallenrode, arcebispo de Riga entre 1393 e 1416.